# Valerian Grigorjevič Madatov
Melik Valerian Grigorjevič Madatov (rusko Валериан Григорьевич Мадатов; armensko Ռոստոմ Մադաթյան), ruski general armenskega rodu, * 1782, † 1829.
Bil je eden izmed pomembnejših generalov, ki so se borili med Napoleonovo invazijo na Rusijo; posledično je bil njegov portret dodan v Vojaško galerijo Zimskega dvorca.

## Življenje
Pri 15. letih je kot praporščak vstopil v Preobraženski polk, v katerem je ostal 10 let. Leta 1808 je opravil bojni krst v boju proti Turkom. 
Leta 1810 je bil kot stotnik premeščen v Aleksandrijski huzarski polk, s katerim se je udeležil rusko-turške vojne 1806-12. 
Med patriotsko vojno leta 1812 se je izkazal v bojih in bil povišan v polkovnika. 
Leta 1815 je bil poslan na Kavkaz, naslednje leto pa je postal vrhovni poveljnik ruskih sil v Karabaškem kanatu; leta 1817 pa je postal poveljnik še v drugih bivših kanatih. 
Udeležil se je tudi rusko-perzijske vojne 1826-28, zakar je bil 28. septembra 1826 povišan v generalporočnika ter tudi rusko-turške vojne 1828-29.